# Kvarteret Konsthallen

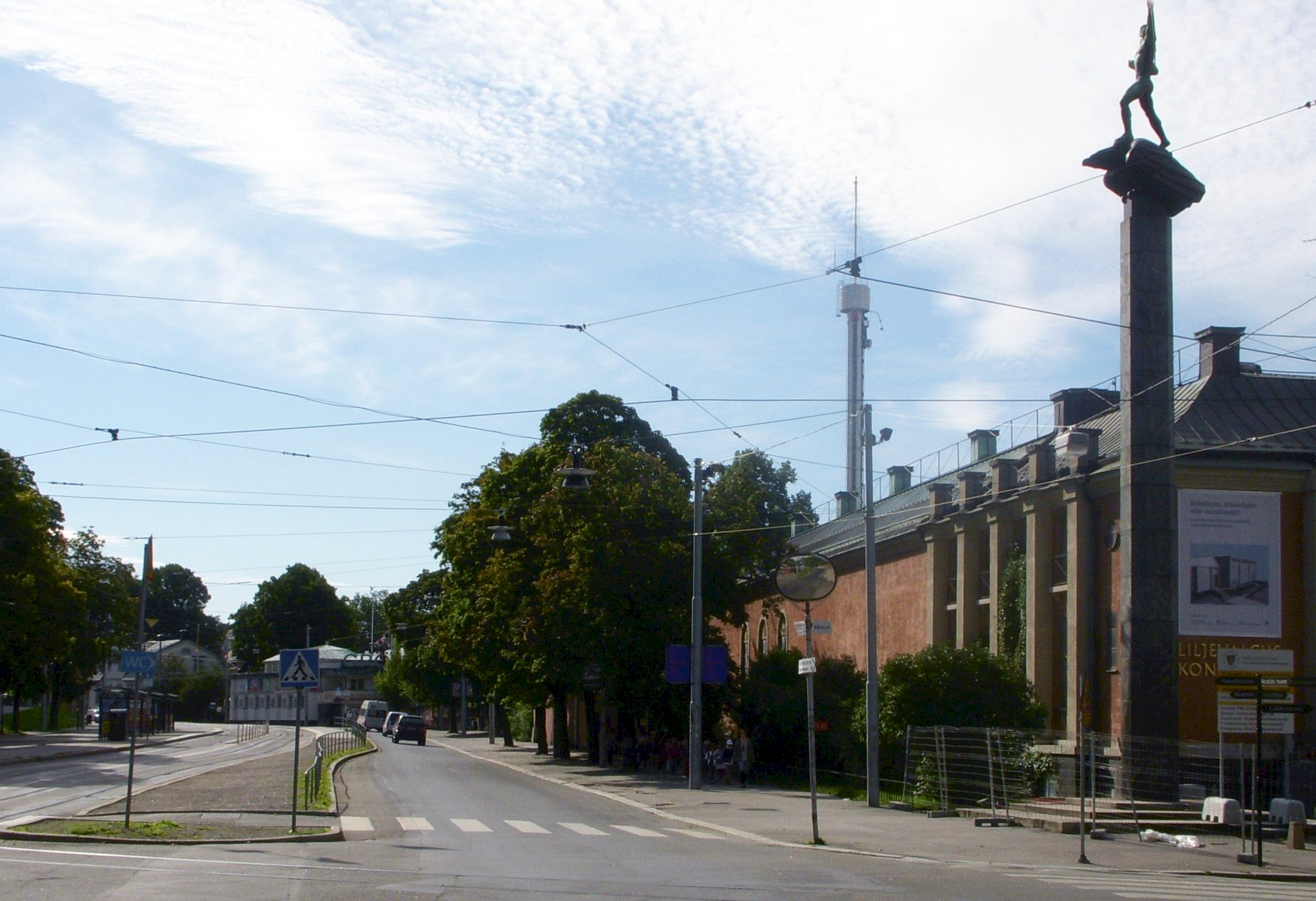
Kvarteret Konsthallen till höger, 2008

Kvarteret Konsthallen är beläget mellan Djurgårdsvägen, Alkärret, Falkenbergsgatan och Allmänna Gränd på Djurgården i Stockholm.

## Beskrivning
Det tidigare kvartersnamnet var "Fyrkanten" som ändrades år 1922 till "Konsthallen" efter att Liljevalchs konsthall stod färdig. Liljevalchs konsthall upptar kvarterets norra del (Konsthallen 1). I kvarterets södra del (Konsthallen 2) uppfördes restaurang  Lindgården. Den byggdes för att medverka i Stockholmsutställningen 1930 och revs år 2011 för att ge plats åt en ny byggnad för Melody Hotel och Swedish Music Hall of Fame med Abbamuseet. I kvarterets sydvästra del mot Allmänna gränd återfinns fastigheten Konsthallen 14, som anses vara ett välbevarat exempel på bostadsbebyggelse från 1860- och 1870-talen och är byggnadsminnesförklarad sedan 1994. I huset ligger bland annat Wärdshuset Bellmansro.

## Bilder, kvarterets byggnader

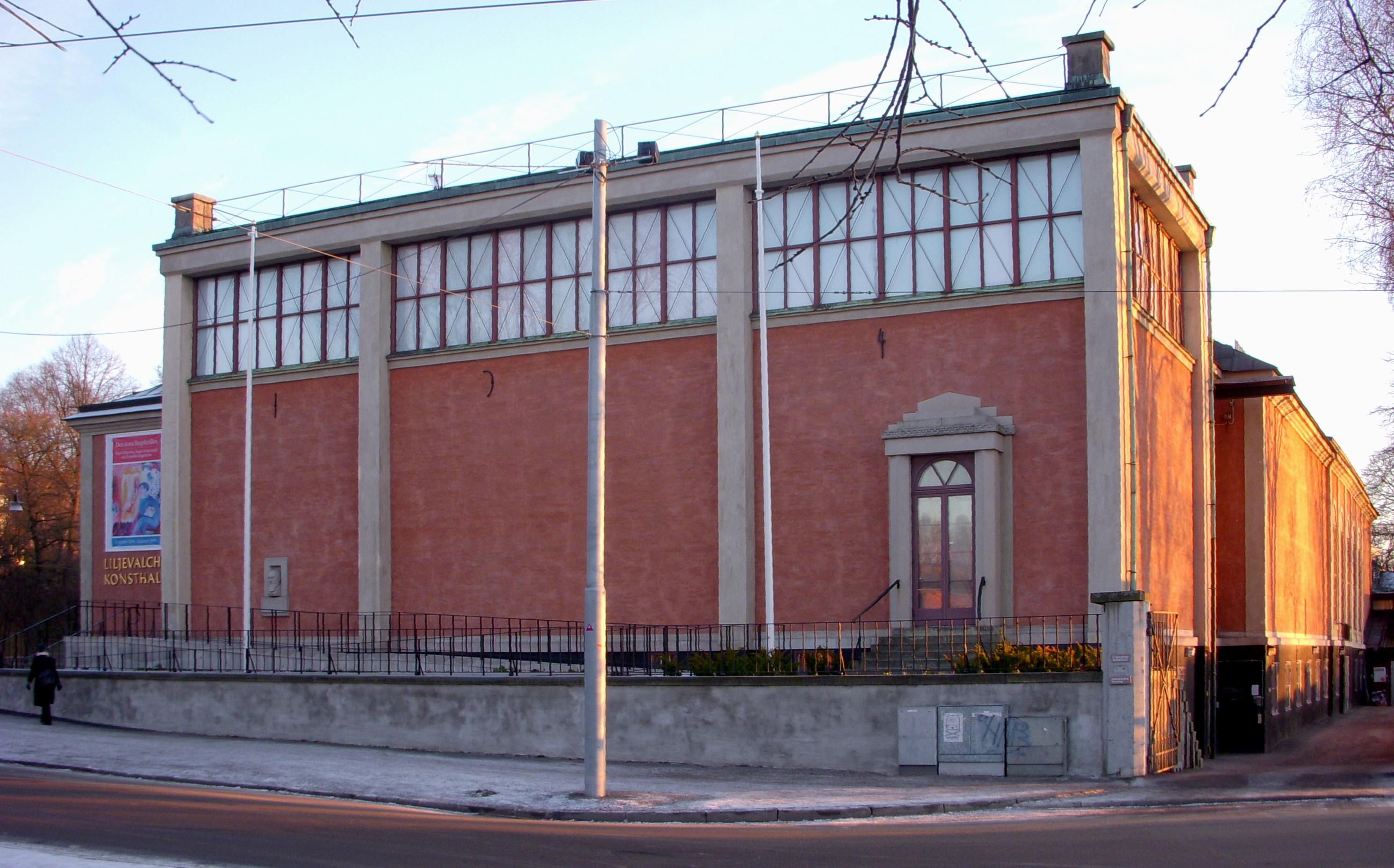
Liljevalchs konsthall 2008
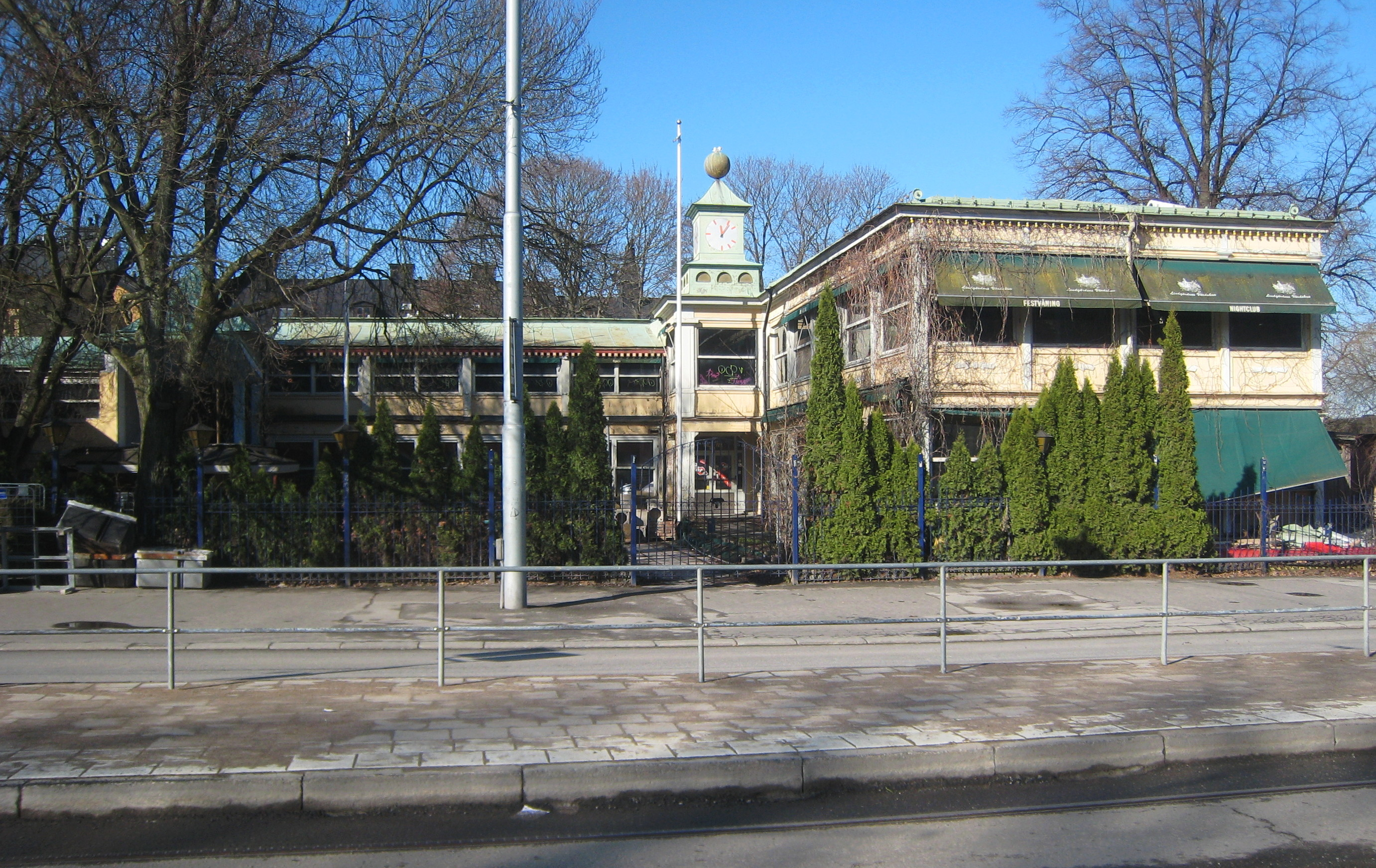
Lindgården kort före rivningen
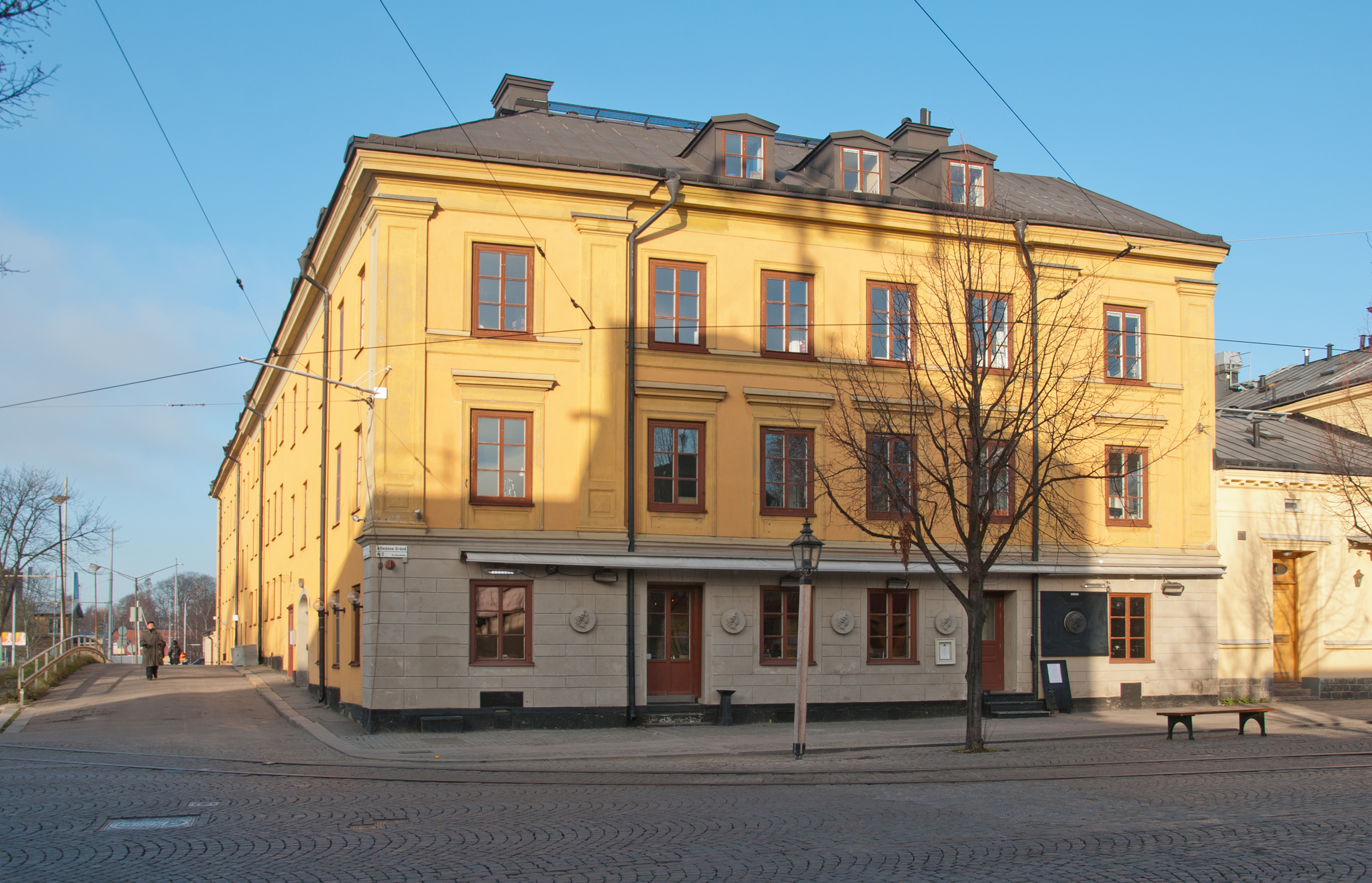
Konsthallen 14
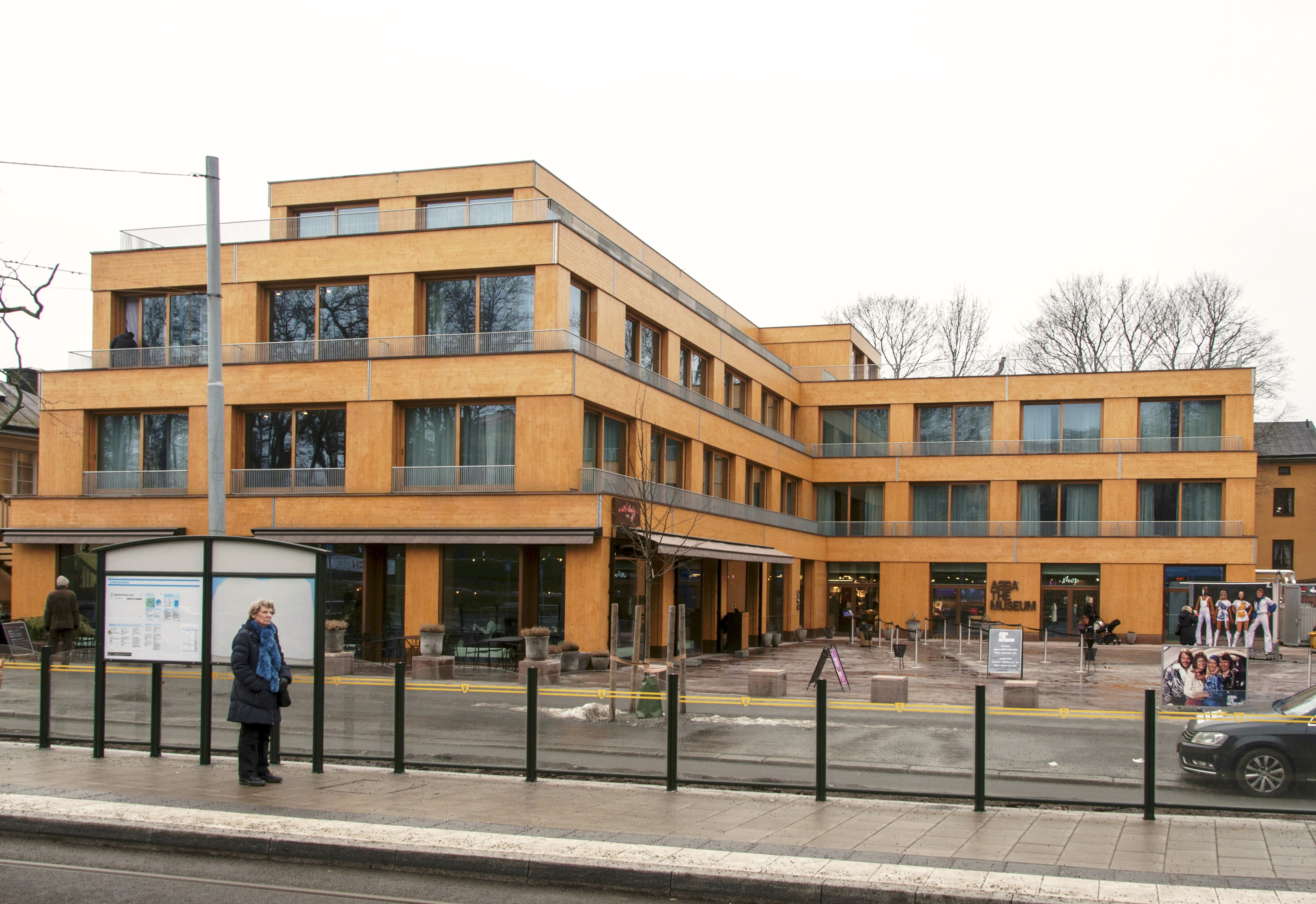
Melody Hotel med Abbamuseet